# بئاتریس پرتغال، دوشس ویزئو
بئاتریس پرتغال، دوشس ویزئو (انگلیسی: Beatriz of Portugal, Duchess of Viseu؛ ۱۳ ژوئن ۱۴۳۰ – ۳۰ سپتامبر ۱۵۰۶ (aged 76))دختر جان چهارمین پسر جان اول پادشاه پرتغال و همسرش فیلیپا لنکستر) و ایزابلا از بارسلوس دختر آفونسو اول، دوک براگانزا و شاهزاده) اهل پرتغال بود. او از طریق خواهرش ایزابلا، همسر جان دوم کاستیل، عمه ایزابلا اول کاستیل بود و به حل و فصل معاهده آلکاچواس و معاهده ترچاریاس د مورا بین پادشاهی پرتغال و پادشاهی کاستیل، پس از ملاقات حضوری با خواهرزاده اش ایزابلا کمک کرد. در سال ۱۴۴۷، بئاتریس با پسر عمویش فردیناند (به پرتغالی: فرناندو)، دومین دوک ویزو، پسر ادوارد پادشاه پرتغال (عمویش) ازدواج کرد. از این ازدواج آن‌ها صاحب ده فرزند شدند.